# Viktor Lonsmín
Viktor Lonsmín (11. června 1920 – 22. července 1990) byl český hokejista, který reprezentoval Československo.

## Kariéra
Byl členem týmu I. ČLTK Praha, poté po objevení Mikem Bucknou přestoupil do LTC Praha. Zde vydržel do roku 1943, kdy přestoupil do ŠK Bratislava. Po válce se vrátil do I. ČLTK Praha). Přišel Vítězný únor, emigrace. Další osudy Viktora Lonsmína nejsou známy.
Reprezentoval na jednom šampionátu, bylo to v roce 1939 ve Švýcarsku, kde tým skončil na čtvrtém místě. Současně ale tým získal stříbrnou medaili v hodnocení Mistrovství Evropy.
V reprezentaci odehrál celkem 16 zápasů, vstřelil 2 góly.
Dle dobového tisku "odjel 19. 2. 1946 do Bratislavy k utkání autem a od té doby je pohřešován."